# (83464) Irishmccalla
(83464) Irishmccalla (2001 SM73) – planetoida z pasa głównego asteroid okrążająca Słońce w ciągu 5,06 lat w średniej odległości 2,94 j.a. Odkryta 19 września 2001 roku.